# 623
623(육백이십삼)은 622보다 크고 624보다 작은 자연수다.

## 수학
- 합성수로, 그 약수는 1, 7, 89, 623이다. 진약수의 합은 97이므로, 623은 부족수다.

## 교통

### 철도
- 서울 지하철 6호선 상수역의 역번호.

### 도로
- 아우토반 623호선(독일어판, 영어판): 자를란트주 내를 관통하는 독일의 고속도로.
- 623번 지방도: 충청남도 아산시 인주면에서 충청남도 천안시 동남구까지 이어지는 대한민국의 지방도.

## 문화재
- 대한민국의 보물 제623호: 황남대총 북분 금팔찌 및 금반지

## 기타
- 날짜: 6월 23일
- 연도: 623년, 기원전 623년
- 만화 《케로로 군조》의 등장인물 ‘호조 무츠미’의 숫자 고로아와세.